# Dzierzgoń
Dzierzgoń (Christburg fino al 1945 / Grewose in prussiano) è un comune urbano-rurale polacco del distretto di Sztum, nel voivodato della Pomerania.
Ricopre una superficie di 131,4 km² e nel 2004 contava 9 603 abitanti.